# Larne
Larne o Lairne (in gaelico irlandese Latharna) è una città del Regno Unito, capoluogo del distretto omonimo in Irlanda del Nord, fino al 1973 parte della ex contea di Antrim.
Porto commerciale sul canale del Nord e città industriale, al 2011 la sua zona metropolitana conta poco più di 32 000 abitanti; aperta al traffico marittimo da più di mille anni, è tuttora un rilevante scalo di navi traghetto.
La città è amministrata dal Larne Borough Council.
Assieme al vicino distretto di Carrickfergus e parte di Newtownabbey forma il collegio elettorale di East Antrim per le elezioni al Parlamento del Regno Unito e dell'assemblea nordirlandese.

## Storia
Durante il XVIII secolo numerosi irlandesi dell'Ulster emigrarono in nord America dal porto di Larne.
Un monumento di Curran Park commemora i Friends Goodwill, la prima nave di emigranti a salpare da Larne nel maggio 1717 per raggiungere Boston negli Stati Uniti.
Le radici irlandesi di Boston derivano infatti da Larne. Anche Larne è stata investita dalla grande carestia irlandese della metà dell'Ottocento.

## Sport
- Larne, squadra di calcio militante nella prima divisione nordirlandese, di cui ha vinto due edizioni consecutive, nel 2022-2023 e nel 2023-2024.